# Mniobia storkani
Mniobia storkani är en hjuldjursart som beskrevs av Bartoš 1948. Mniobia storkani ingår i släktet Mniobia och familjen Philodinidae. Inga underarter finns listade i Catalogue of Life.